# Roman Putilin
Roman Maksimovich Putilin (tiếng Nga: Роман Максимович Путилин; sinh ngày 4 tháng 12 năm 1990) là một cầu thủ bóng đá người Nga. Anh thi đấu cho FC Tekstilshchik Ivanovo.

## Cá nhân
Anh là con trai của Maksim Putilin.